# Tremmersdorf
Tremmersdorf ist ein  Ortsteil von Speinshart im Oberpfälzer Landkreis Neustadt an der Waldnaab in Bayern.

## Geographie
Das Kirchdorf liegt etwa eineinhalb Kilometer südlich des Gemeindezentrums, mit dem sie durch die Staatsstraße 2168 verbunden ist. Durch den Ort fließt die Creußen.

## Geschichte
Die Kirche in Tremmersdorf hat einen mittelalterlichen Kern. Der Chorturm wurde nach Brand 1774 durch Johann Adam Preissinger wiederhergestellt. 1808/10 wurde der Steuerdistrikt Tremmersdorf gebildet. Die politische Gemeinde Tremmersdorf wurde 1818 durch das Gemeindeedikt in Bayern eingerichtet. Am 1. Juli 1972 wurde die Gemeinde Tremmersdorf mit den Orten Tremmersdorf, Höfen, Haselbrunn und dem Weiler Herrnmühle nach Speinshart eingegliedert.

## Baudenkmäler
Das denkmalgeschützte Ensemble der spätbarocken Pfarrkirche St. Peter und Paul mit Umgebung umfasst die im erhöhten Friedhof stehende Chorturmkirche, den Rundturm der Friedhofbefestigung und den barocken Walmdachbau des ehemaligen Pfarrhofes und Schulhauses (Haus-Nr. 13). Das Zentrum des Ortsbildes wird von der über dem Pfarrhof aufragenden Gebäudegruppe geprägt.